# Microlaimus pecticauda
Microlaimus pecticauda is een rondwormensoort uit de familie van de Microlaimidae. De wetenschappelijke naam van de soort is voor het eerst geldig gepubliceerd in 1966 door Murphy.